# Остербург (Алтмарк)
Остербург (њем. Osterburg) град је у њемачкој савезној држави Саксонија-Анхалт. Једно је од 26 општинских средишта округа Штендал. Према процјени из 2010. у граду је живјело 11.354 становника. Посједује регионалну шифру (AGS) 15090415.

## Географски и демографски подаци
Остербург се налази у савезној држави Саксонија-Анхалт у округу Штендал. Град се налази на надморској висини од 26 метара. Површина општине износи 229,7 km². У самом граду је, према процјени из 2010. године, живјело 11.354 становника. Просјечна густина становништва износи 49 становника/km².